# Vinzenzgemeinschaft

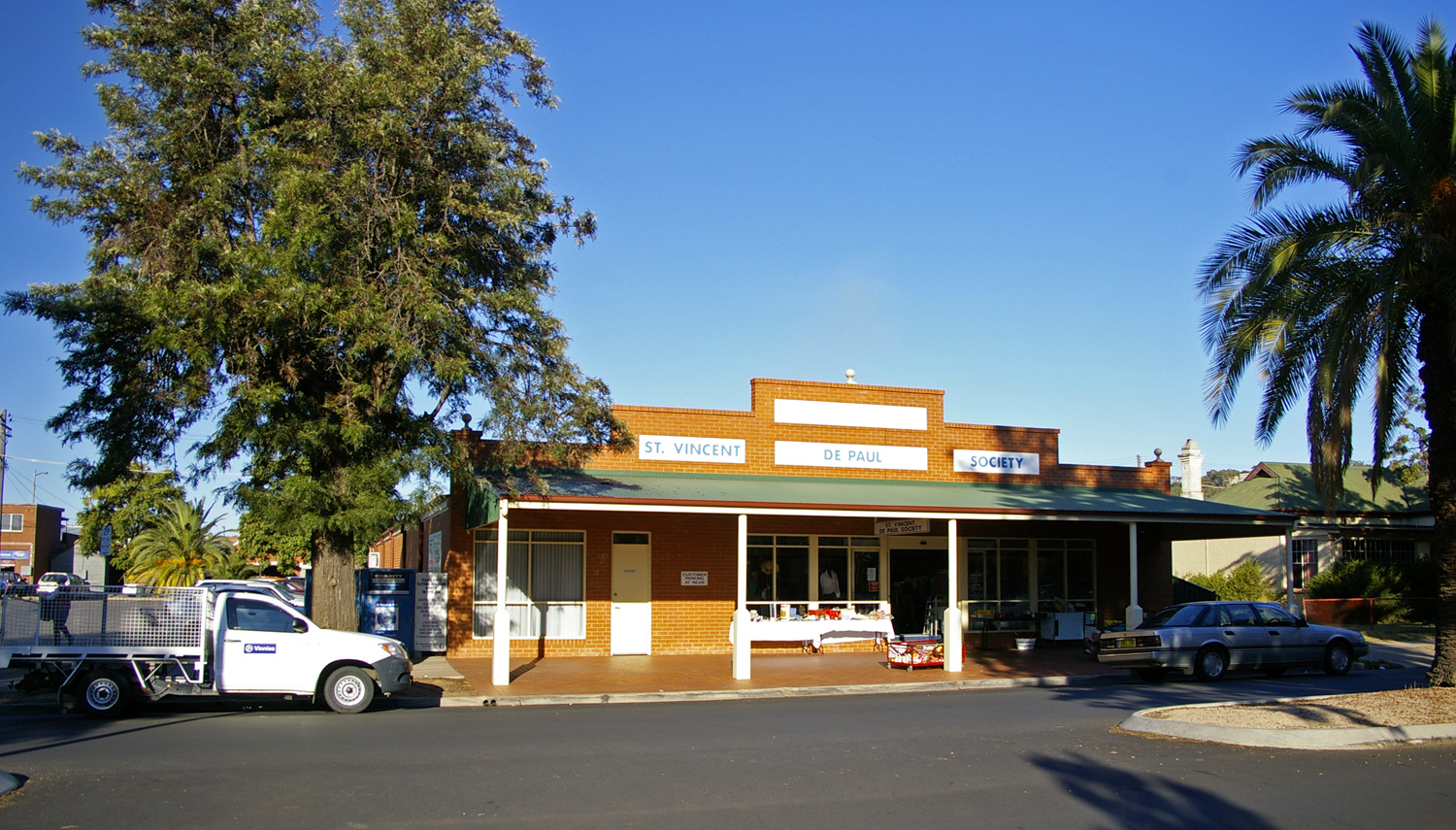
Eine Einrichtung der Vinzenzgemeinschaft im australischen Wagga Wagga

Die Vinzenzgemeinschaft (eigentlich: Gemeinschaft von St. Vinzenz von Paul) ist der Zusammenschluss von weltweit rund 60.000 Vinzenzkonferenzen, die zusammen mehr als eine Million aktive Mitglieder zählen. Damit bilden die Vinzenzgemeinschaften die in der Summe größte ehrenamtliche Laienorganisation der Welt. Bis in die 1970er Jahre waren die Vinzenz-Konferenzen römisch-katholische Männervereine, während sich weibliche Helferinnen den Caritas-Konferenzen anschlossen. Heute steht die Gemeinschaft allen Geschlechtern und Bekenntnissen offen.

## Gründung
1833 gründete der damalige Student und spätere Sorbonne-Professor Frédéric Ozanam, der 1997 von Papst Johannes Paul II. seliggesprochen wurde, mit anderen Studenten im Pariser Vorort Bailly die erste Vinzenzgemeinschaft, die er unter das Schutzpatronat des heiligen Vinzenz von Paul stellte. Anlass waren die schlechten sozialen Verhältnisse der Arbeiterschaft im damaligen Paris. Ozanam wies mit Entschiedenheit auf die Verantwortung der Christen für die Armen und Schwachen dieser Welt hin.
Seine Forderung nach Solidarität und das Bestreben, der drückenden Not durch karitative Selbstorganisation aus den Pfarreien heraus zu begegnen, fanden im Paris dieser Zeit großen Widerhall, und schon bald bildeten sich Gruppen von Gleichgesinnten in ganz Frankreich. 1869 hatte die Organisation 913.000 Mitglieder. 1845 entstand die erste Vinzenzkonferenz in Deutschland, 1849 in Österreich.
Namensgeber und Vorbild für diese Gruppen ist der heilige Vinzenz von Paul (1581–1660), der als Begründer der neuzeitlichen Caritas gilt.

## Organisation und Tätigkeit
Die einzelnen Vinzenzgemeinschaften sind eigenständige, in der Regel nach lokal geltendem Vereinsrecht organisierte Gruppen. Sie sind in den jeweiligen Pfarrgemeinden beheimatet. Der zuständige Pfarrer oder ein von der Pfarrei bestellter Seelsorger sind oft als geistliche Beistände ebenfalls in den örtlichen Gruppen tätig.
Die Arbeit in den Vinzenzgemeinschaften ist sehr vielfältig und stark von den Bedürfnissen vor Ort abhängig. Alle Vinzenzgemeinschaften setzen sich im Sinne christlicher Mitverantwortung freiwillig für in Not befindliche Mitmenschen ein. Ziel ist in erster Linie die Hilfe für Notleidende am eigenen Wohnort. Zudem werden vielfältige auswärtige und internationale Sozialprojekte betreut. In den Gemeinschaften kann grundsätzlich jeder – unabhängig von Beruf, Ausbildung oder Konfession – mitarbeiten. Die Mitglieder betätigen sich unentgeltlich, sodass alle zur Verfügung stehenden Mittel ausschließlich den Hilfsbedürftigen zugutekommen.
Der Hauptsitz der Vinzenzgemeinschaft befindet sich in Paris. Sie ist auf länderübergreifender Ebene vom Päpstlichen Rat für die Laien als internationale Vereinigung von Gläubigen anerkannt und in das Verzeichnis der päpstlich anerkannten Laiengemeinschaften aufgenommen. Die Gemeinschaft der Vinzenz-Konferenzen Deutschlands (VKD) hat ihren Sitz in Düsseldorf und ist zugleich ein Fachverband innerhalb des Deutschen Caritasverbands. In der Schweiz sind die auf Ebene der römisch-katholischen Kirchgemeinden bestehenden Pfarreigruppen in den Schweizerischen Vinzenzkonferenzen mit Sitz in Basel als Dachorganisation zusammengeschlossen. Die 110 österreichischen Vinzenzgemeinschaften mit mehr als tausend Mitgliedern sind in Diözesangemeinschaften auf Bistums- oder Landesebene gruppiert.